# Marta Otrębska
Marta Otrębska (ur. 7 października 1968) – była polska piłkarka, występująca na pozycji napastniczki, w latach 1988–2007 reprezentantka kraju.

## Kariera klubowa
Treningi piłkarskie rozpoczęła mając 15 lat, gdy trafiła do Czarnych Sosnowiec – wcześniej w futbol grywała wyłącznie z kolegami na podwórku w Jaworznie, w którym się wychowywała. Następnie przez 3 lata występowała w szwedzkim Kristinebergu, do którego trafiła dzięki dobrym występom w reprezentacji Polski. W 1995 r. przez problemy wizowe musiała jednak wrócić do Polski. Ponownie trafiła do sosnowieckich Czarnych, z którymi w edycjach 1995/96, 1996/97 i 1997/98 sięgnęła po Puchar Polski, a w sezonach 1996/97 i 1997/98 wywalczyła mistrzostwo Polski. W 1998 r. trafiła do Turbine Poczdam, jednak po roku odeszła do Medyka Konin. Najlepsze lata jej kariery to gra w AZS Wrocław (6-krotna mistrzyni Polski w latach 2001–2006, zdobywczyni Pucharu Polski 2003 i 2004, finalistka krajowego pucharu 2002). Ostatnie dwa lata gry w kraju spędziła w Golu Częstochowa. Latem 2008 r. ponownie wyjechała do Szwecji, do końca sezon grając w IFK Kalmar (system „wiosna-jesień”), a następnie - do 2013 r. - w Rodsle BK.
W pięciu pierwszych edycjach kobiecego Pucharu UEFA rozegrała 21 spotkań, zdobywając 15 bramek.

## Kariera reprezentacyjna
W seniorskiej reprezentacji Polski zadebiutowała 26 czerwca 1988 w Samokowie, w przegranym 2:1 towarzyskim meczu z Bułgarią, który był zaledwie szóstym spotkaniem międzypaństwowym w historii polskiej kadry kobiecej. Pierwszego gola w biało-czerwonych barwach zdobyła z kolei 8 maja 1990 w Mohylewie, w zwycięskim (1:2) towarzyskim pojedynku przeciwko silnej reprezentacji ZSRR. Grała w eliminacjach do mistrzostw Europy 1991 (będących jednocześnie kwalifikacjami do mistrzostw świata 1991), eME 1993, eME 1995 (równocześnie eMŚ 1995), eME 1997, eMŚ 1999 (w klasie B), eMŚ 2003 (klasa B), eME 2005, eMŚ 2007 i eME 2009. W latach 1988–2007 w seniorskiej reprezentacji Polski rozegrała 101 meczów międzypaństwowych, strzelając w nich 48 goli. Do 6 września 2022 była rekordzistką pod względem liczby bramek zdobytych w kobiecej kadrze narodowej, a tego dnia jej dokonania przebiła Ewa Pajor.